# New Super Mario Bros. Wii
New Super Mario Bros. Wii (New スーパーマリオブラザーズ Wii, Nyū Sūpā Mario Burazāzu U~ī) é um jogo eletrônico de plataforma desenvolvido e publicado pela empresa japonesa Nintendo para o Wii. Foi lançado em 12 de novembro de 2009 na Austrália, 15 de novembro na América do Norte, 20 de novembro na Europa e em 3 de dezembro no Japão. É o primeiro título da franquia Super Mario, desde Super Mario Bros., a possuir um recurso de jogo multijogador simultaneamente para até quatro jogadores, e o primeiro a incluir o novo recurso da Nintendo, o "Super Guide".
O designer Shigeru Miyamoto tinha o desejo de criar um jogo da série Super Mario com um modo multijogador cooperativo desde o início da série. Após uma tentativa fracassada de integrá-lo em Super Mario 64 devido a limitações de hardware, ele foi capaz de explorar totalmente o conceito no Wii e em seu hardware mais avançado. O desenvolvimento de New Super Mario Bros. foi projetado com a intenção de atingir jogadores com diversos níveis de habilidade. Recursos como o Super Guide e a capacidade de entrar em uma bolha flutuante e optar por não fazer uma determinada parte de uma fase foram adicionados para atender iniciantes, enquanto outros detalhes, como um prêmio por não usar o bloco Super Guide, foram adicionados para fornecer uma camada de dificuldade. Shiho Fujii e Ryo Nagamatsu compuseram a trilha sonora do jogo, enquanto Koji Kondo, compositor recorrente da série, serviu como consultor de som.
O jogo foi anunciado após uma rápida queda nos lucros, com a Nintendo esperando que seu lançamento ajudasse a aumentar as vendas do Wii. New Super Mario Bros. Wii foi tanto um sucesso crítico quanto comercial, recebendo elogios particulares por seu aspecto multijogador; entretanto alguns críticos ficaram decepcionados com a falta de inovação em comparação com os títulos anteriores da série. Recebeu vários prêmios, incluindo o prêmio de "Melhor Jogo de Wii" pela Spike Video Game Awards de 2009, IGN e GameTrailers, e é o quarto jogo mais vendido para o Wii, com mais de 30,32 milhões de cópias vendidas em todo o mundo. Uma continuação, chamada New Super Mario Bros. 2 (que é uma sequência da versão de DS), foi lançada para o Nintendo 3DS em julho de 2012, e outra sequência, chamada New Super Mario Bros. U (que é uma continuação do jogo de 3DS), foi lançada para o Wii U em novembro de 2012, sendo remasterizada em alta definição para a Nvidia Shield TV, na China, em 2017.

## Jogabilidade
New Super Mario Bros. Wii é um jogo eletrônico de plataforma com rolagem lateral 2.5D; embora seja reproduzido em 2D, a maioria dos personagens e objetos do jogo são representações poligonais 3D em fundos 2D. No modo para um jogador, o jogador controla Mario e deve completar uma série de fases, que são preenchidas com itens úteis e obstáculos prejudiciais. O jogador deve controlá-lo até um grande mastro de bandeira no final de cada estágio para progredir. O jogo pode ser jogado com o Wii Remote na horizontal ou verticalmente com o Wii Nunchuk conectado. O Mario pode correr, pular e realizar movimentos adicionais provenientes de New Super Mario Bros., como chutes na parede, pancadas no solo e saltos duplos e triplos. New Super Mario Bros. Wii frequentemente usa os recursos de controle de movimento do Wii Remote; o jogador pode sacudir o controle para realizar várias ações diferentes, como um pulo giratório curto que mata inimigos, um giro no ar que pode ser usado para sustentar o tempo no ar e a capacidade de pegar, carregar e lançar certos objetos. Outra vantagem do giro no ar é a capacidade de pular de uma parede singular, desde que o Mini-Mushroom ou a Ice Flower estejam equipados. O Mario tem que pular na parede antes de girar de volta para a parede para repetir a ação. Certas áreas dentro das fases, como plataformas específicas, podem ser manipuladas ficando sobre elas e inclinando o Wii Remote. Certos níveis são ambientados debaixo d'água, onde o jogador deve nadar para atravessar a fase.
Além de moedas de ouro, que o jogador pode coletar para ganhar vidas extras, as fases contêm power-ups dentro de blocos flutuantes que ajudam Mario em sua busca. Por exemplo, o Super Mushroom faz com que Mario aumente de tamanho, e permite que ele dê um golpe extra; a Fire Flower permite que Mario atire bolas de fogo nos inimigos; e a Super Star dá ao jogador invencibilidade temporária, aumenta sua velocidade de corrida e fornece luz em qualquer fase escura. O Mini Mushroom, que reaparece de New Super Mario Bros., faz com que Mario diminua de tamanho, permitindo-lhe saltar mais alto, correr na água e caber em pequenos espaços, embora o torne vulnerável a inimigos e outros obstáculos. Os novos power-ups incluem o Propeller Suit, um cogumelo com uma hélice que permite que Mario voe por um curto período de tempo sacudindo o Wii Remote; a Ice Flower, que dá a Mario a capacidade de atirar bolas de gelo que congelam os inimigos em grandes blocos de gelo que podem ser levantados e lançados; e o Penguin Suit, um traje de pinguim que também dá a Mario a habilidade de atirar bolas de gelo, mas também permite que o jogador deslize pelo chão e pela água, além de dar a eles um controle mais rígido no gelo e na água. Yoshi aparece em certas fases e é capaz de comer, engolir e cuspir inimigos e objetos, e se agitar por um período de tempo.
O jogo consiste em oito mundos, com um nono mundo secreto que aparece quando o jogo principal é concluído. Existem 77 níveis (excluindo casas do Toad e canhões de dobra) no jogo, 8 no Mundo 9, que estão todos inicialmente bloqueados. Eles podem ser desbloqueados coletando todas as três Star Coins escondidas em cada fase de seus respectivos mundos. Os níveis são acessados por meio de um mapa-múndi 3D; completar um estágio desbloqueia o próximo, com vários caminhos às vezes disponíveis após a conclusão de um estágio. Algumas fases possuem um objetivo secreto extra que, quando alcançado, abre um caminho alternativo para o jogador, como um canhão que leva a um mundo posterior. Cada mundo contém dois níveis de chefe — uma fortaleza intermediária e um castelo no fim do mundo — onde o jogador luta contra um dos sete Koopalings. O Mundo 4 e o Mundo 6 também têm um terceiro nível de chefe de dirigível, onde o jogador deve lutar contra Bowser Jr. para progredir para o próximo mundo. Além dos níveis, também existem as "Toad Houses" espalhadas pelo mapa, nas quais o jogador pode jogar um pequeno minijogo para ganhar vidas extras ou itens que podem ser equipados na tela do mapa. As telas dos mapas costumam ter inimigos vagando por elas em certas áreas dedicadas que, quando encontradas, iniciam uma luta de "mini-boss" que sempre concede ao jogador três cogumelos. Em certos pontos, um Toad aparecerá preso em um dos níveis concluídos anteriormente, e o jogador pode escolher resgatá-lo de um bloco e carregá-lo com segurança até o final do estágio para destravar uma Toad House extra. Cada curso contém três Star Coins que estão escondidas em áreas de difícil acesso. Isso pode ser gasto em filmes de dicas, que mostram dicas e truques para o jogo, incluindo a localização de segredos e métodos para encontrar mais Star Coins e coletar vidas.
O jogador começa o jogo com cinco vidas, mas este número pode ser aumentado ao coletar moedas, pegar cogumelos 1-Up, realizar combos, e jogar minijogos. Perder uma vida retornará o jogador ao mapa, e perder todas as vidas resulta em um jogo acabado, forçando o jogador a retornar de seu último ponto de salvamento. A maioria das fases contém uma bandeira intermediária que permite que o jogador retorne àquele ponto ao retornar ao nível.
New Super Mario Bros. Wii apresenta o "Super Guide", um conceito que visa ajudar os jogadores que estão com dificuldade em completar uma determinada fase, sendo o primeiro jogo da Nintendo a incluir o conceito. Durante o modo de um jogador, se um jogador morrer oito vezes consecutivas em qualquer nível, um bloco "!" aparece, que pode ser ativado para permitir que um Luigi controlado por computador mostre ao jogador um caminho seguro através do nível sem revelar nenhuma localização de Star Coin ou saídas secretas. O jogador pode interromper o guia a qualquer momento e assumir o controle do Luigi a partir desse ponto. Depois que Luigi conclui o curso, o jogador tem a opção de tentar o nível novamente ou pulá-lo completamente.

### Multijogador

New Super Mario Bros. Wii é o primeiro título da série Super Mario a apresentar uma jogabilidade simultânea de plataforma para quatro jogadores. Nesta captura de tela inicial do jogo da E3 2009, os jogadores podem pegar e carregar uns aos outros, como Luigi faz com o Blue Toad.

New Super Mario Bros. Wii é o primeiro jogo da série Super Mario a apresentar uma jogabilidade multijogador cooperativo simultâneo. Até quatro jogadores, como Mario, seu irmão Luigi ou um dos dois Toads de cores diferentes, podem jogar os níveis juntos.
As etapas são concluídas quando um jogador toca o mastro da bandeira; outros jogadores possuem uma quantidade limitada de tempo para agarrá-lo em perseguição antes que o jogo pare qualquer entrada adicional dos jogadores e se concentre na animação de “limpar o curso”. Os jogadores são capazes de interagir uns com os outros de várias maneiras, que podem ser usadas para ajudar ou competir entre si; por exemplo, os jogadores podem pular na cabeça uns dos outros para alcançar lugares mais altos. Eles também podem pegar e jogar uns aos outros, comer e cuspir uns aos outros enquanto montam em Yoshi. Se uma grande distância se formar entre dois ou mais personagens, a câmera do jogo irá compensar fazendo uma panorâmica para mostrar todos eles de uma vez. Se os jogadores ainda não alcançam, eles são arrastados pela borda da tela até que avancem mais rápido ou percam uma vida por causa de um obstáculo. Se um jogador entrar em uma área diferente de uma fase, como dentro de um cano ou uma porta, sem os outros jogadores, eles irão teleportar para o mesmo lugar após um curto período de tempo.
O primeiro jogador navega pelo mapa-múndi e seleciona estágios. Os jogadores retornam à tela do mapa se todos morrerem antes de alguém reaparecer no estágio. Se todos os jogadores ficarem sem vida e terminar o jogo, eles devem reiniciar a partir do último ponto de salvamento. Se um jogador morre, ele ressurge no nível envolto em uma bolha. Eles podem retomar o jogo quando outro jogador quebrar a bolha. Um jogador pode quebrar a bolha tocando-a ou acertando-a com uma bola de fogo, bola de gelo, um projétil que pode ser jogado (conchas, blocos de gelo, etc.) e a língua de Yoshi. Os jogadores também podem se encerrar voluntariamente dentro da bolha enquanto um jogador mais habilidoso atravessa um segmento difícil. Se todos os personagens em uma sessão cooperativa entrarem em uma bolha ao mesmo tempo (seja por morte ou voluntariamente), eles perderão o nível e deverão reiniciar.
Além do modo história principal, que pode ser jogado tanto no modo para um jogador quanto no modo multijogador, existem dois modos multijogadores dedicados; o modo "Free-for-All", no qual os jogadores completam os cursos juntos e competem para obter a classificação mais alta, e "Coin Battle", onde competem para coletar o maior número de moedas.

## Enredo
Quando Mario, Luigi, Yellow Toad e Blue Toad estão comemorando o aniversário da Princesa Peach em seu castelo, um grande bolo aparece. Bowser Jr. e os Koopalings emergem do bolo e prendem Peach lá dentro. O bolo é carregado na aeronave de Bowser e decola, com Mario, Luigi e os dois Toads perseguindo-o. Os Toads no castelo concedem a eles acesso à novos itens, os cogumelos propulsores e os trajes de pinguim.
Depois de viajar por vários mundos lutando contra os Koopalings, Bowser Jr. e Kamek, o Magikoopa, os irmãos Mario e os Toads chegam ao castelo de Bowser. Bowser é derrotado, mas é revivido por Kamek, que lança um feitiço mágico que o transforma em sua forma gigante, Super Bowser. Bowser persegue Mario e os outros, destruindo tudo em seu caminho, até que Mario encontra um grande interruptor e o aciona, fazendo com que Bowser caia no chão e solte Peach de sua gaiola. Peach e Mario partem do castelo em um balão de ar quente, com Luigi e os Toads seguindo atrás.
Os créditos são mostrados como um minijogo, onde as letras são escritas em blocos, que podem ser quebrados pelos personagens jogáveis para obter moedas (todos os quatro personagens aparecem, mas apenas aqueles controlados pelos jogadores podem obter moedas). Após os créditos, Bowser Jr. e os Koopalings ajudam Bowser a sair de seu castelo instável, que desaba.

## Desenvolvimento
New Super Mario Bros. Wii foi criado a partir do desejo de recriar a experiência de jogo para um jogador da série Super Mario para vários jogadores. Shigeru Miyamoto, o principal desenvolvedor de jogos da Nintendo, estava interessado em criar um título da série Super Mario com recursos para múltiplos jogadores desde o início da série com o jogo de arcade de 1983, Mario Bros. As tentativas de integrar o multijogador cooperativo em Super Mario 64, o primeiro jogo 3D da série, falharam devido às limitações de hardware do Nintendo 64. Com a CPU mais rápida, e recursos gráficos e de memória aprimorados do Wii, Miyamoto e o resto da equipe de desenvolvimento foram capazes de revisitar essa ideia, já que o hardware permitiu a exibição suave de inimigos e itens suficientes na tela de uma só vez, e permitiu que uma câmera pudesse se adaptar dinamicamente aos movimentos dos jogadores, garantindo que eles saibam constantemente qual é a situação de seu personagem. Miyamoto disse que a Princesa Peach não era uma personagem jogável por causa de seu vestido, já que fazer com que sua saia se movesse de forma realista exigiria uma programação complexa e dedicada.
Miyamoto queria que o jogo fosse acessível a todos os jogadores e, portanto, tentou equilibrar sua dificuldade por meio de recursos voltados para fãs casuais e radicais de Super Mario. Após o lançamento de New Super Mario Bros. para o Nintendo DS, que Miyamoto achava não ter sido difícil o suficiente em retrospecto, ele queria criar um novo Super Mario que proporcionasse um nível mais alto de desafio para os jogadores que o desejassem. Simultaneamente, o recurso Super Guide, que permite que um jogador assista uma fase sendo concluída antes de tentar novamente após falhar um certo número de vezes, foi incluído no jogo para torná-lo acessível também a jogadores iniciantes. A equipe de desenvolvimento decidiu incluir o recurso como uma opção que apareceria em um nível após falhar um certo número de vezes para evitar atrapalhar a experiência para jogadores mais experientes. Como um incentivo extra para jogadores peritos, a equipe também adicionou conquistas que poderiam ser obtidas ao completar o jogo sem fazer o bloco verde aparecer em nenhum nível. A capacidade de um jogador se colocar em uma bolha e optar por sair de uma fase, foi planejada para que jogadores novatos e mais experientes pudessem jogar sem interferir uns com os outros. Miyamoto também esperava que o jogo se tornasse um jogo básico para o Wii e atingisse níveis de sucesso semelhantes aos de New Super Mario Bros.
New Super Mario Bros. Wii foi produzido por diversos desenvolvedores, alguns dos quais tinham diferentes entendimentos sobre os princípios de design dos jogos da série Super Mario. Miyamoto, que atuou como produtor do jogo, ajudou os diretores a criar um entendimento geral das regras básicas para o design do jogo, escrevendo documentos de especificação explicando as "regras" de como o jogo funcionaria. Isso levou a discussões e decisões sobre o que era considerado "natural" e "não natural" para um jogo do Mario; por exemplo, com o advento da habilidade da Ice Flower de congelar os inimigos, os desenvolvedores decidiram que seria lógico que os blocos de gelo derretessem quando disparados com bolas de fogo e flutuassem para a superfície quando submersos na água.
A música de New Super Mario Bros. Wii foi composto e arranjado por Shiho Fujii e Ryo Nagamatsu, com trabalho adicional fornecido pelo diretor de som Kenta Nagata. Koji Kondo, um colaborador recorrente da série, foi o consultor de som e não escreveu nenhuma nova composição, embora algumas de suas criações tenham sido reorganizadas para o jogo. Charles Martinet voltou a dar voz a Mario e Luigi, junto com Samantha Kelly como os Toads e a Princesa Peach, Kenny James como Bowser, e Caety Sagoian como Bowser Jr.

## Lançamento
Em 30 de maio de 2009, a versão online do jornal japonês Nihon Keizai Shimbun, informou que duas novas continuações seriam lançadas para o Wii: a sequela de Wii Fit, intitulada Wii Fit Plus, e uma sequência de New Super Mario Bros. provisoriamente chamada New Super Mario Bros. Wii. O último jogo foi anunciado na E3 2009 e posteriormente exibido na Gamescom. Para destacar a singularidade do jogo, a Nintendo lançou-o em uma caixa vermelha em vez da tradicional cor da caixa branca que os jogos de Wii geralmente possuem. O anúncio do jogo veio após uma paralisação nas vendas do Wii, o que levou a uma queda de 52% nos ganhos da Nintendo no primeiro semestre de 2009. A Nintendo esperava que o jogo ajudasse a aumentar as vendas do Wii nas próximas festas de fim de ano. Em um evento de briefing no varejo japonês antes de seu lançamento, Miyamoto expressou sua fé de que o jogo manteria vendas fortes além de seu primeiro ano no mercado.
New Super Mario Bros. Wii foi lançado na Austrália em 12 de novembro de 2009, e na América do Norte em 15 de novembro. Posteriormente, foi lançado na Europa e no Japão em 20 de novembro e 3 de dezembro, respectivamente. Em 29 de outubro de 2010, foi lançado como um jogo embalado com uma versão vermelha do Wii, junto com Wii Sports e um download integrado de Donkey Kong, que foi lançado para comemorar o 25º aniversário de Super Mario Bros. Também foi incluído como parte de um pacote de lançamento com um Wii preto ao lado de um CD da trilha sonora de Super Mario Galaxy em 23 de outubro de 2011.
Na E3 2011, uma variação de New Super Mario Bros. Wii, apelidada de New Super Mario Bros. Mii, foi apresentada como uma demonstração jogável para o então novo console da Nintendo, o Wii U, permitindo que os jogadores jogassem como seus personagens Mii. Foi um protótipo projetado para mostrar a tecnologia do sistema. Uma versão aprimorada do jogo foi lançada na China para a TV Nvidia Shield em 5 de dezembro de 2017, junto com outras versões para Wii e GameCube, como The Legend of Zelda: Twilight Princess. Esta versão atualizada do jogo apresenta gráficos de alta definição em 1080p e uma interface do usuário reformulada.

### Processo de pirataria
Em novembro de 2009, o australiano James Burt, de 24 anos, comprou uma cópia de New Super Mario Bros. Wii vários dias antes de seu lançamento, uma vez que a loja o colocou à venda por engano antes do tempo, e copiou e carregou o disco do jogo online. A Nintendo retirou o jogo e processou Burt pouco depois, acusando-o de violar as leis de direitos autorais e privar a Nintendo de vendas potenciais. O caso foi finalmente resolvido em janeiro de 2010, com Burt recebendo uma multa de 1,3 milhão de dólares australianos como compensação por vendas perdidas, bem como uma multa adicional de 100 mil dólares australianos como parte da multa legal da Nintendo. Burt também foi forçado a divulgar a localização de todos os seus computadores e dispositivos de armazenamento eletrônico, bem como dar acesso a suas contas de e-mail, redes sociais e sites. A diretora da Nintendo da Austrália, Rose Lappin, chamou o incidente de "um problema global", observando que milhares de cópias do jogo foram baixadas em todo o mundo antes de ser retirado do ar. Mais tarde, Burt comentou sobre o incidente, chamando suas ações de "muito estúpidas" e afirmando que as repercussões do crime seriam algo com que ele teria que lidar pelo resto de sua vida.

## Recepção

### Pré-lançamento
O jogo recebeu elogios por seus recursos multijogador após sua apresentação na E3, com os críticos elogiando seus aspectos competitivos, bem como seus aspectos cooperativos, embora a falta do jogo online tenha sido criticada como uma oportunidade perdida. Muitos compararam-o favoravelmente a The Legend of Zelda: Four Swords Adventures, que da mesma forma pegou a jogabilidade tradicional de sua respectiva série e a entrelaçou com o modo multijogador cooperativo. Chad Concelmo, da Destructoid, elogiou os níveis "criativos e indutores de risos" do jogo e o controle mais rígido em comparação com New Super Mario Bros., enquanto chamava a jogabilidade multijogador de "única, viciante e gloriosamente divertida" e atribuía ao jogo uma pontuação 9,5/10 com base em suas impressões iniciais. Andrew Yoon, da Engadget, chamou o jogo de "jogável, viciante e fresco", elogiando o seu sistema de câmeras, que pode diminuir o zoom automaticamente para mostrar os jogadores fora da tela. A Ars Technica elogiou o jogo como "insidiosamente divertido", apesar de notar a simplicidade de seus gráficos. Sophia Tong, da GameSpot, comparou-o com Super Mario Bros. 3 e chamou o novo recurso multijogador de "uma explosão de jogar e hilária de assistir". Oli Welsh, da Eurogamer, chamou o modo multijogador de "um simples golpe de gênio". Chris Kohler, da Wired, elogiou a dificuldade por trás do modo multijogador.
A apresentação do jogo foi outro ponto de elogio para alguns críticos. Jeff Balakar, da CNET, chamou a atenção de um jogo Super Mario em 480p de "uma experiência reveladora" e elogiou a atenção do mundo aos detalhes. Craig Harris, da IGN, também elogiou os gráficos widescreen, observando que o jogo parecia bom no modo widescreen progressivo, apesar da versão do jogo sendo exibida ser uma construção incompleta, enquanto que Matt Casamassina disse que parecia "nítido, limpo [e] colorido".
Alguns revisores criticaram ligeiramente o modo multijogador do jogo. Embora três revisores da CNET tenham gostado do título, Balakar opinou que a jogabilidade multijogador era ocasionalmente frustrante devido ao caos e ao espaço apertado da tela. Enquanto Dan Ackerman, da CNET, elogiava a maiores dos aspectos de New Super Mario Bros. Wii, ele observou sua forte semelhança com seus antecessores de rolagem lateral, meditando que ele se sentiu "firmemente plantado na era 2D." Um redator da MTV, Russ Frushtick, comentou sobre a dificuldade do jogo, comparando-a com a do jogo Contra, para NES.

### Pós-lançamento
New Super Mario Bros. Wii recebeu avaliações positivas. A revista de jogos japonesa Famitsu, chamou-o de uma "obra-prima de ação 2D" e cedeu-lhe uma nota perfeita de 40/40, tornando-o o 13º jogo e o quarto título de Wii a receber essa pontuação nos 23 anos de história da publicação. A Kotaku elogiou bastante o jogo, chamando-o de um motivo para comprar um Wii. Jeremy Parish, da 1UP.com, considerou-o como o verdadeiro sucessor espiritual de Super Mario World, de 1991.
Assim como em seu pré-lançamento, os revisores continuaram a elogiar os recursos multijogador do jogo, com vários o destacando como um dos mais robustos e valiosos do título. Patrick Kolan, da IGN australiana, considerou isso como a experiência mais divertida para quatro jogadores desde Super Smash Bros. Brawl, e afirmou que excedeu as suas expectativas iniciais, apesar das fortes desconfianças. Matt Wales, da IGN do Reino Unido, lamentou que o jogo funcionasse tanto para um jogador quanto para múltiplos jogadores, mas afirmou que estava no seu melhor quando jogado com várias pessoas. Nick Chester, da Destructoid, chamou o modo cooperativo de divertido, apesar das frustrações ocasionais, e afirmou que os jogadores provavelmente se divertirão mais jogando ao lado de outros amigos. Randolph Ramsay, da GameSpot, opinou que o multijogador é "inicialmente muito divertido", mas também admitiu que às vezes o considerava entediante devido ao caos absoluto que gerava. Craig Harris, da IGN norte-americana, elogiou o sistema de bolhas, chamando-o de uma escolha de design inteligente; no entanto, ele criticou a falta de recursos multijogador online no jogo, destacando-o como um ponto particular de insatisfação. Kolan também viu isso como uma deficiência, criticando a falta de recursos de tabela de classificação online para os modos multijogador competitivos. Por outro lado, Wales não viu essa omissão como um problema importante, argumentando que a sociabilidade era um aspecto principal que tornava o multijogador agradável e que era sensato não incluir o recurso por causa da baixa qualidade do serviço online da Nintendo, embora eles notassem que uma tabela de classificação teria sido uma adição admirável. A GameSpy também deu margem de manobra ao jogo por sua falta de modo online, argumentando que o meio é uma experiência principalmente competitiva, enquanto que New Super Mario Bros. Wii exigia uma experiência cooperativa para ser totalmente aproveitado. Brett Elston, da GamesRadar+, foi altamente crítico do multijogador para quatro jogadores, chamou-o de frustrante e afirmou que parecia limitado devido aos vários personagens e ao tamanho pequeno da tela, enquanto informava que o jogo foi melhor experimentado com apenas dois jogadores.
A jogabilidade e os controles foram elogiados por suas reminiscências de títulos em 2D mais antigos da série Super Mario; muitos apontaram o uso do Wii Remote segurado lateralmente como a melhor maneira de jogar e elogiaram-no por lembrar o layout do controle retangular do Nintendo Entertainment System. Ramsay lamentou que a falta de suporte do jogo para o Classic Controller do Wii foi decepcionante. As opiniões sobre a integração dos controles de movimento foram variadas. Kolan os elogiou como sendo "fáceis, intuitivos e discretos – os três aspectos mais críticos em qualquer jogo controlado por movimento", enquanto que Ramsay afirmou que eles eram ocasionalmente intrusivos na jogabilidade geral. Chester prestigiou principalmente os controles de movimento por serem naturais, com exceção da necessidade de segurar um botão e sacudir para carregar itens. Elston afirmou que o manuseio do jogo foi "comprometido" pelo salto giratório controlado por movimento, que ele afirmou que a equipe de revisão manteve ativando-o repetidamente por acidente enquanto tentava jogar o jogo.
Alguns escritores criticaram New Super Mario Bros. Wii por se sentir simplificado e se livrar da jogabilidade de seus antecessores. Embora Harris tenha atribuído ao jogo uma nota 8,9 de 10 e considerado como uma experiência divertida no geral, ele também o criticou por "jogar com segurança" e, comparando-o com Super Mario Galaxy, chamou-o de uma "oportunidade perdida" para a Nintendo em termos de conteúdo. A Edge, ao dar ao título uma pontuação positiva de 7/10, criticou-o por não ter o charme tradicional do Mario e baixo nível de dificuldade. Elston argumentou que faltou ao jogo a criatividade de outros títulos da série. A The A.V. Club chamou-o de "o título [da série] Mario menos essencial até agora", afirmando que falta um conceito forte e mostra uma repetitividade subjacente nos jogos do Mario. Por outro lado, a Nintendo Power argumentou que o jogo funciona como uma sequência porque mantém o que tornava os jogos originais do Mario excelentes enquanto adiciona novos recursos.
Corbie Dillard, da Nintendo Life, destacou os seus visuais e as animações suaves, mas também afirmou que o jogo não tinha o mesmo nível esplendor de outros lançamentos para o Wii. Ramsay também comparou os gráficos com outros títulos desenvolvidos pela Nintendo, afirmando que faltava o nível de polimento que o Super Mario Galaxy, lançado anteriormente, tinha, apesar de utilizar uma gama de cores brilhantes e variadas. Kolan elogiou a música do jogo como uma das melhores da série, e gostou que seu design de som trouxe de volta elementos sonoros dos títulos anteriores da franquia Super Mario. Elston também elogiou a trilha sonora, bem como a interação dos inimigos com a sua música.
New Super Mario Bros. Wii recebeu o prêmio de "Melhor Jogo de Wii" na Spike Video Game Awards de 2009. A IGN concedeu-lhe o prêmio de "Jogo de Wii do Ano" em 2009. A GameTrailers reconheceu-o como o melhor jogo de Wii de 2009. Também recebeu o prêmio de Melhor Jogo para Família do Ano no Yahoo's Game Awards[carece de fontes?] e o Nintendo Power Award de "Jogo de Wii do Ano" de 2009. A GamesRadar nomeou-o em 2016 como o 13º melhor jogo de Wii de todos os tempos. Em 2012, a IGN listou-o em 8º lugar em sua lista dos 25 melhores jogos de Wii, e também em 103º em sua lista dos 125 melhores jogos da Nintendo de todos os tempos em 2014. A Polygon colocou-o em décimo lugar em sua classificação de todos os jogos da série Super Mario, afirmando que o modo para um jogador do jogo era uma "tarifa padrão do Mario", enquanto destacava a experiência multijogador como uma adição incrível.

### Vendas
New Super Mario Bros. Wii foi um sucesso comercial, vendendo 936.734 unidades em quatro dias de seu lançamento no Japão, a maior estreia de um jogo para Wii na região; suas vendas aumentaram para 1.401.558 na semana seguinte. Após o lançamento do jogo, as vendas do console Wii aumentaram 128%, após uma desaceleração recente nas vendas de hardware para o sistema. New Super Mario Bros. Wii vendeu 3.002.753 unidades em sete semanas de seu lançamento no Japão, tornando-se o jogo mais rápido naquele país com vendas de 3 milhões. Na América do Norte, New Super Mario Bros. Wii vendeu 1.390.000 unidades em novembro de 2009, tornando-se o terceiro jogo mais vendido do mês, atrás das versões para Xbox 360 e PlayStation 3 de Call of Duty: Modern Warfare 2. Em 45 dias, o jogo vendeu 4,2 milhões de cópias nos Estados Unidos, ultrapassando as 4,1 milhões de vendas de Super Mario Galaxy. No mês de dezembro de 2009, o jogo vendeu 2,82 milhões de unidades. Até o final de 2009, New Super Mario Bros. Wii vendeu 10,55 milhões de unidades em todo o mundo, tornando-o o jogo de sistema único mais vendido da história, com 4,5 milhões de unidades vendidas nos Estados Unidos, 3 milhões no Japão e quase 3 milhões na Europa.
Em seu primeiro ano de vendas, New Super Mario Bros. Wii vendeu 4.001.276 unidades no Japão, tornando-se o primeiro título de Wii com 4 milhões de vendas no país. Em 19 de novembro de 2014, a Nintendo of America anunciou via Twitter que o jogo ultrapassou as vendas de 10 milhões de unidades apenas nos Estados Unidos. Até 31 de março de 2021, o jogo vendeu 30,32 milhões de cópias em todo o mundo, tornando-se o quarto jogo mais vendido para Wii, bem como o segundo título da franquia Mario mais vendido no console Wii (atrás de Mario Kart Wii).

## Sequência
Em 2012, uma sequência de New Super Mario Bros. Wii foi lançada como um título de lançamento do Wii U, intitulada New Super Mario Bros. U.

### New Super Mario Bros. Wii Coin World
New Super Mario Bros. Wii Coin World (New スーパーマリオブラザーズ Wii コインワールド, Nyū Sūpā Mario Burazāzu U~ī Koin Wārudo) é um jogo de arcade exclusivo para o Japão de 2011, desenvolvido pela Capcom. A jogabilidade multijogador apresenta como sua contraparte de console, e é baseada principalmente em uma máquina slot-machine. O jogo apresenta uma variedade de elementos de "evento", cada um baseado na jogabilidade de New Super Mario Bros. Wii. Vencer vários eventos e na máquina caça-níqueis dá aos jogadores a oportunidade de coletar as chaves. Uma vez que cinco chaves são coletadas, o jogador entra em um evento com Bowser para ganhar um jackpot.